# Теория ДЛФО
Теория ДЛФО (сокр. от теория Дерягина, Ландау, Фервея, Овербека), также теория агрегативной устойчивости лиофобных дисперсных систем — физическая теория, объясняющая агрегативную устойчивость лиофобных дисперсных систем, разработанная независимо советскими физиками Дерягиным Б.В. и Ландау Л.Д., и позже голландскими физико-химиками Е. Фервеем и Дж. Овербеком. В основе теории лежит положение о сопоставлении межмолекулярных взаимодействий частиц дисперсной фазы в дисперсионной среде, электростатического взаимодействия диффузных ионных слоёв и (в простейшем варианте качественно) теплового движения частиц дисперсной фазы. Согласно данной теории коллоидные частицы лиофобной дисперсной системы 
из-за наличия броуновского движения могут беспрепятственно сближаться друг с другом, пока не соприкоснутся своими жидкими диффузными оболочками или слоями. Для дальнейшего сближения частицы должны деформировать свои диффузные оболочки, чтобы произошло их взаимное перекрывание (или проникновение друг в друга). Но жидкости плохо сжимаются, и в ответ на деформацию с их стороны появляются так называемые силы «расклинивающего давления», препятствующие осуществлению данного процесса, следствие чего является агрегативная устойчивость коллоидной системы — сохранение  исходных размеров частиц и предотвращение их укрупнения (слипания).
Теория ДЛФО лежит в основе таких крупных практических проблем, как флотация, водоочистка, адгезия частиц, управление свойствами дисперсных структур, массообмен в пористых телах и взаимодействие биологических клеток.

## История открытия
В 1923 году Дебай и Хюккель впервые создали успешную теорию распределения зарядов в ионных растворах. Основы линеаризованной теории Дебая-Хюккеля были впоследствии применены к дисперсным системам (коллоидным растворам) Левином и Дюбе, которые установили, что заряженные коллоидные частицы должны испытывать сильное отталкивание на средних расстояниях и более слабое притяжение на больших расстояниях. Эта теория не объясняла наблюдаемую неустойчивость коллоидных растворов к необратимой агрегации в растворах с высокой ионной силой. В 1941 году Дерягин и Ландау представили теорию стабильности коллоидных растворов, которая предполагала фундаментальную неустойчивость, обусловленную сильными, но короткодействующими ван-дер-ваальсовыми взаимодействиями, которым противостоит стабилизирующее влияние электростатических отталкиваний. В 1948 году Фервей и Овербек независимо друг от  друга пришли к тому же результату. Данная теория получила название ДЛФО (по первым буквам фамилий авторов), она позволила решить проблему неспособности теории Левина-Дюбе объяснить зависимость стабильности коллоидных систем от ионной силы раствора электролита.

## Основные положения
- Между частицами дисперсной фазы существуют силы отталкивания электростатической природы. При сближении двух заряженных коллоидных частиц действуют одновременно межмолекулярные силы притяжения (Ван-дер-Ваальсовые силы) и электростатические силы отталкивания, препятствующие слипанию частиц. Силы притяжения проявляются только на очень малых расстояниях, соизмеримых с радиусом частиц, на больших расстояниях ими можно пренебречь. При сближении частиц эти силы резко возрастают. Электростатические силы отталкивания также не проявляются на больших расстояниях. Силы отталкивания возникают между частицами только тогда, когда взаимно перекрываются диффузные слои, это вызывает перераспределение ионов и нарушение электрического равновесия в мицеллах. Для объяснения сил отталкивания Дерягин ввёл понятие «расклинивающего давления» — избыточного давления (ПD), определяющего термодинамическое равновесие в тонкой прослойке между частицами. По существу в ряде случаев расклинивающее давление будет эквивалентным избыточному осмотическому давлению, введенному И. Ленгмюром.

Для области малых электрических потенциалов суммарная энергия взаимодействующих частиц будет равна:
{\displaystyle U(h)=2\varepsilon _{0}\,\varepsilon \,\varkappa \,\varphi _{\delta }^{2}e^{-\varkappa h}-{\frac {A}{12\pi h^{2}}}}
где {\displaystyle \varphi _{\delta }} — электрический потенциал диффузного слоя; {\displaystyle \varkappa } — величина, обратная толщине диффузного слоя; h — расстояние между частицами; {\displaystyle \varepsilon } — диэлектрическая проницаемость дисперсионной среды; {\displaystyle \varepsilon _{0}} — электрическая постоянная; {\displaystyle A} — константа Гамакера, которая связана с константой Ван-дер-Ваальса AB следующим уравнением:
{\displaystyle A={\frac {\pi ^{2}\mathbb {N} _{A}^{2}A_{B}}{v_{m}}}}
Здесь {\displaystyle N_{A}} — постоянная Авогадро; {\displaystyle v_{m}} — молярный объём.
При больших потенциалах и расстояниях между частицами эта энергия определяется уравнением:
{\displaystyle U(h)={\frac {64c_{0}RT}{\varkappa }}\gamma ^{2}\ e^{-\varkappa h}-{\frac {A}{12\pi h^{2}}}}
где {\displaystyle c_{0}}  — концентрация противоионов в дисперсионной среде; {\displaystyle \gamma } — постоянная, определяемая величиной {\displaystyle \varphi _{\delta }}.
Когда диффузные слои имеют достаточную толщину, то перекрывание их происходит на расстояниях, когда электростатические силы отталкивания преобладают над силами притяжения, так как те и другие неодинаково изменяются с расстоянием. Возникает потенциальный барьер, препятствующий сближению; частицы расходятся.  Отсюда следует, что чем больше размер диффузного слоя частицы, тем значительнее проявляется силы расклинивающего давления.
При добавлении электролитов толщина диффузного слоя уменьшается вследствие обменной адсорбции ионов, одноименных с противоионами и переходе таким образом этих ионов из диффузного слоя в адсорбционный слой.